# Мелліта (Керкенна)
Мелліта (араб. مليتة) — село в Тунісі у вілаєті Сфакс. Розташоване на острові Гарбі та є найбільшим поселенням острова. 

## Галерея

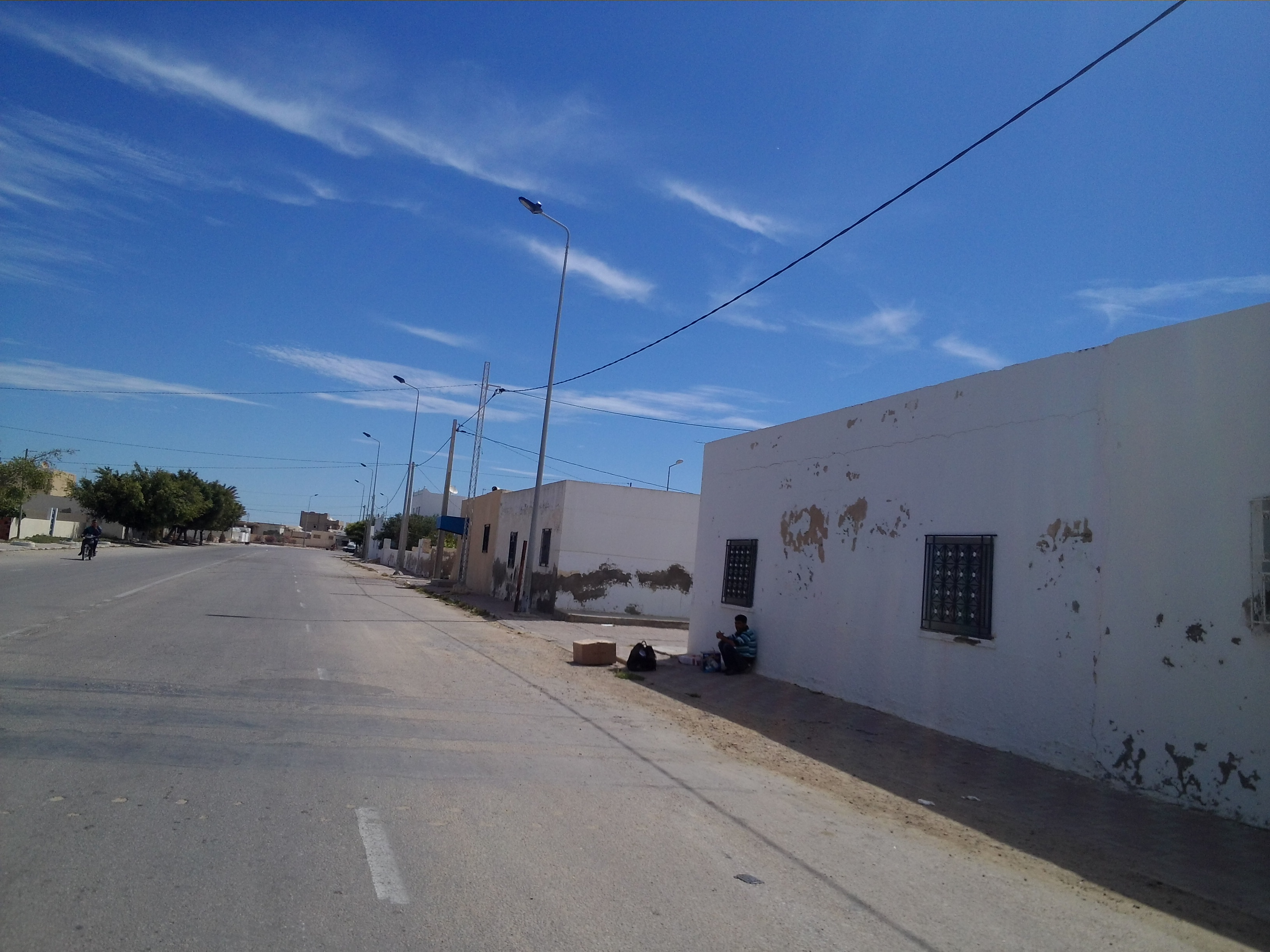
У селі
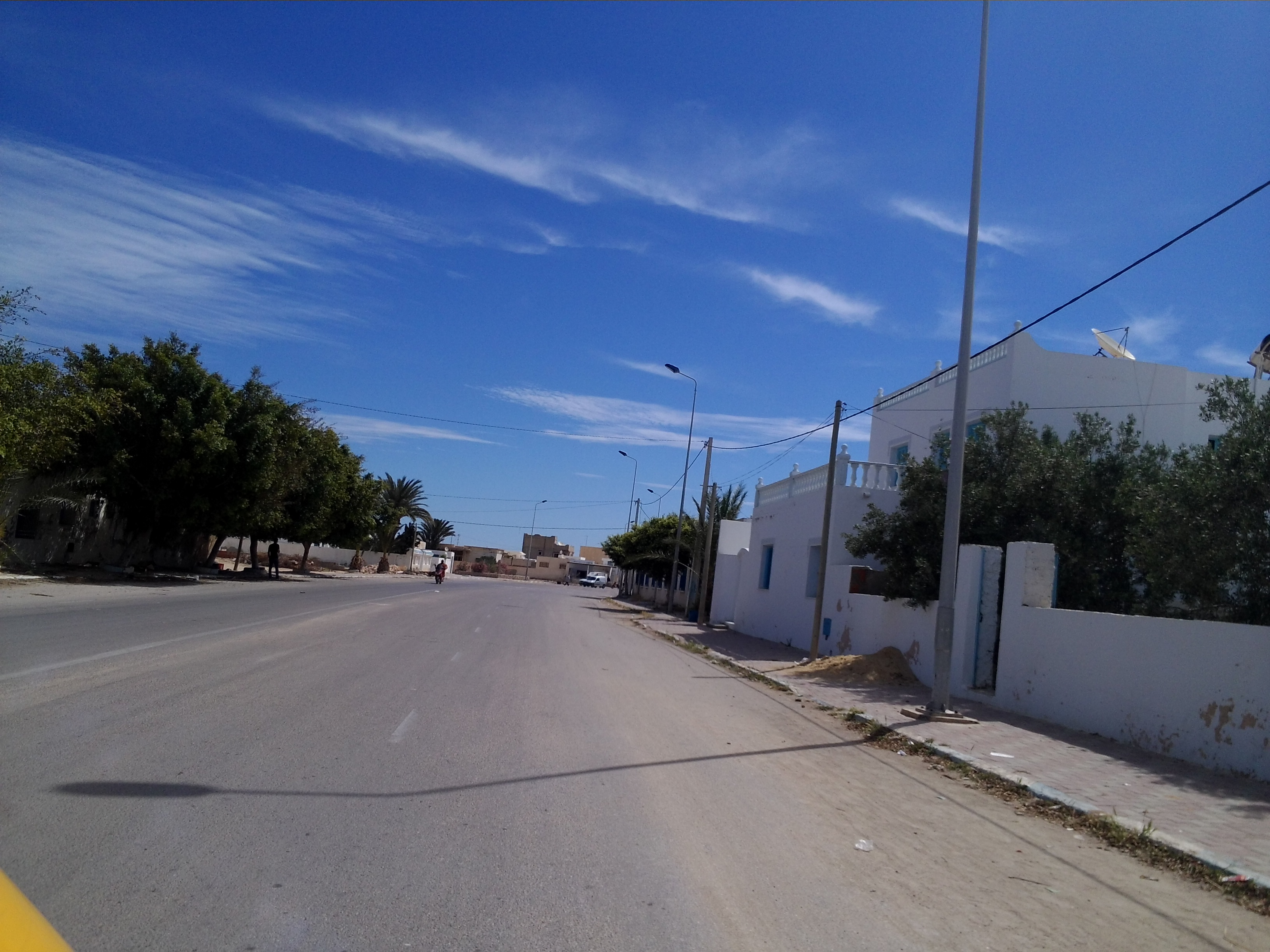
У селі
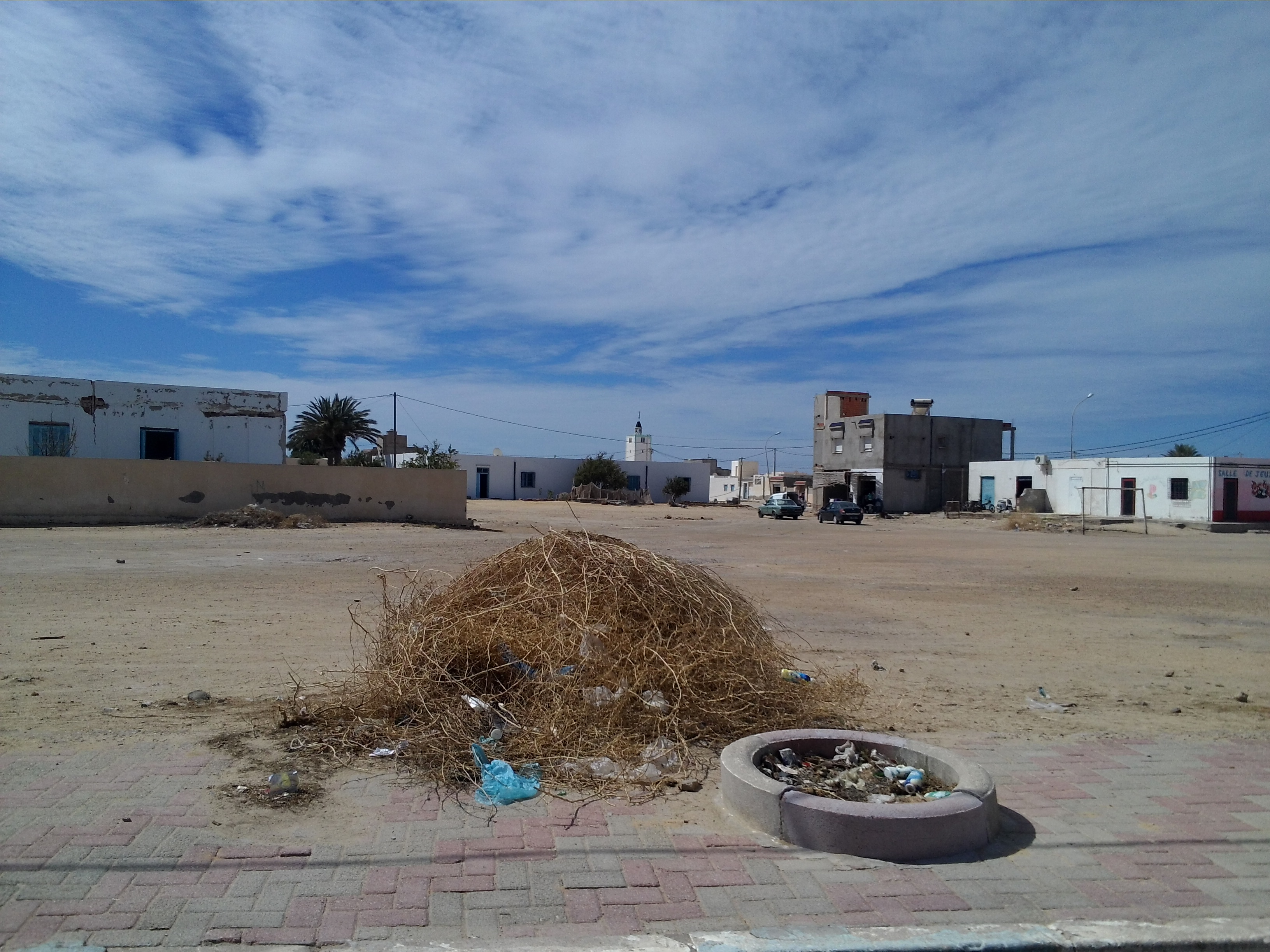
У селі
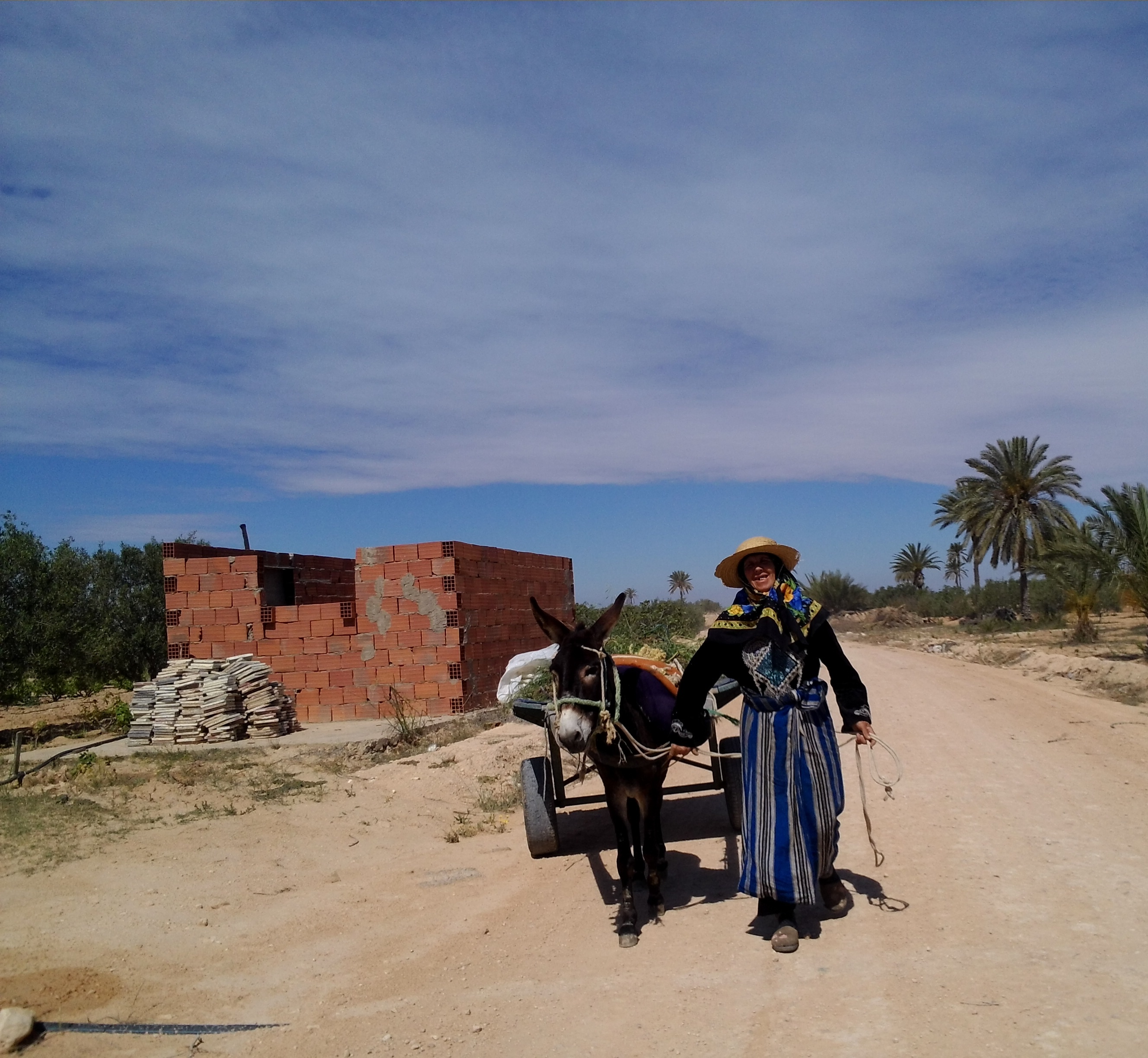
Місцева жителька
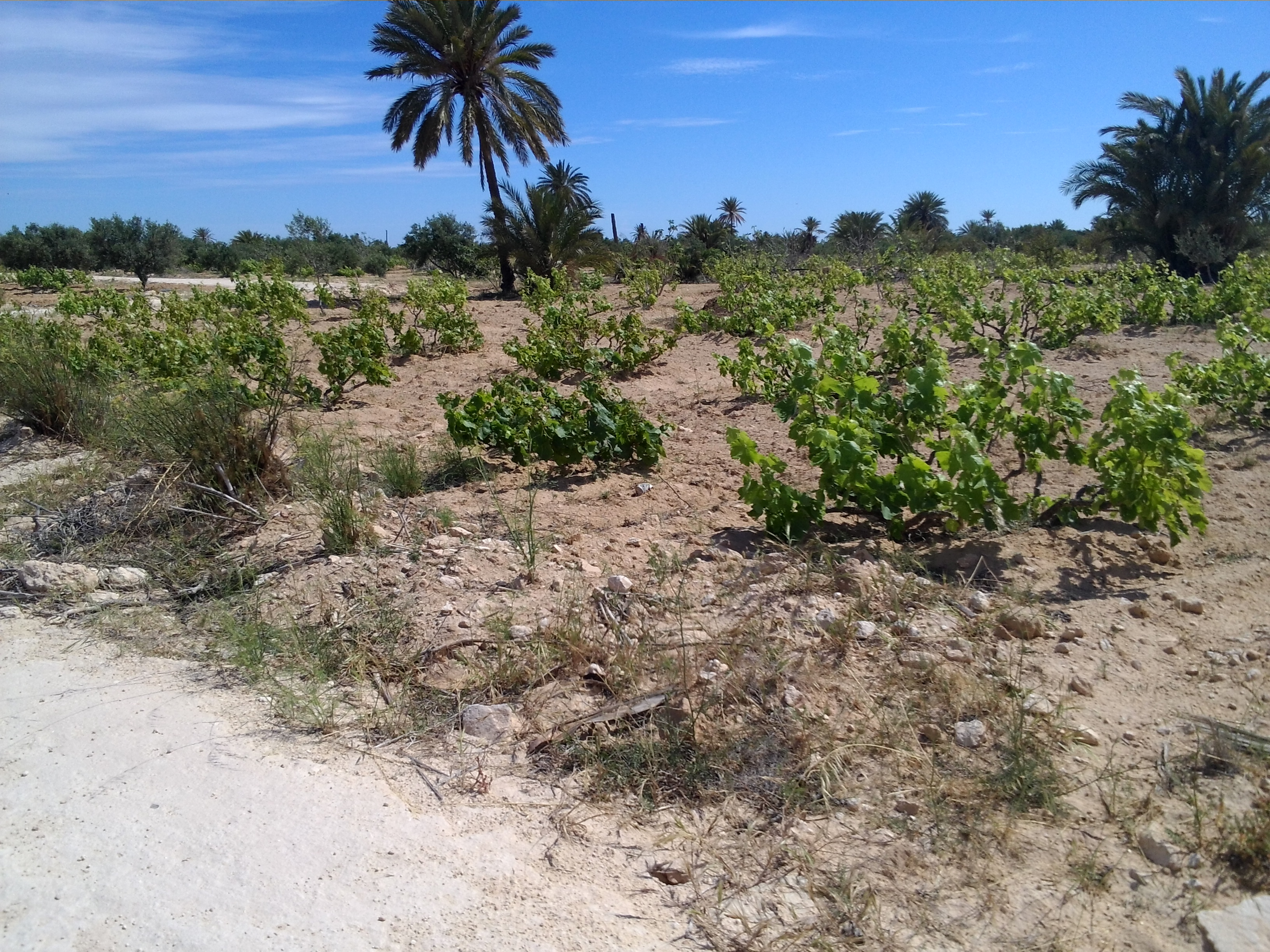
Сільськогосподдарські угіддя Мелліти
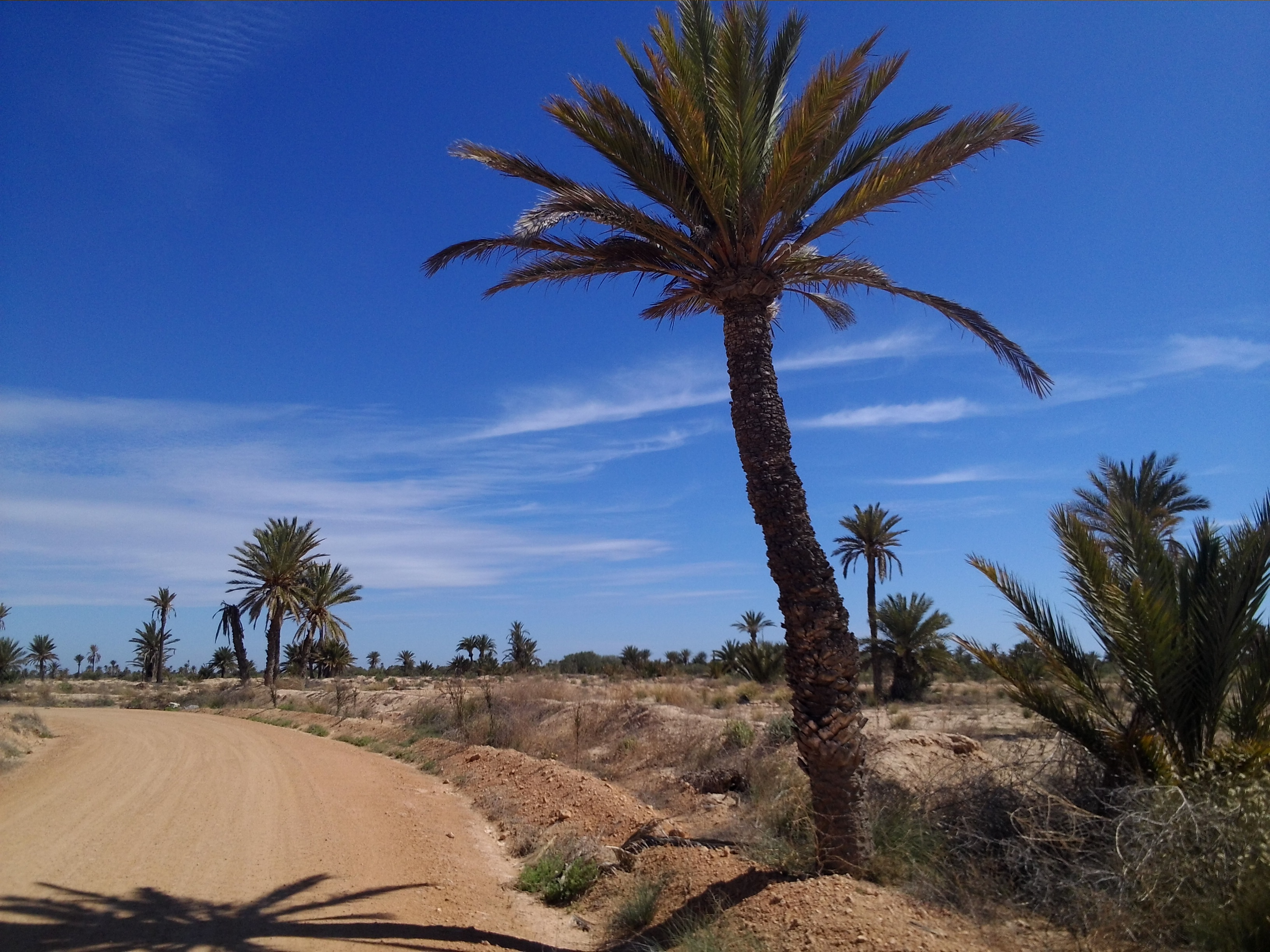
Фінікові пальми

.
| Туніс | Це незавершена стаття з географії Тунісу. Ви можете допомогти проєкту, виправивши або дописавши її. |